# 1901 Moravia
1901 Moravia (1972 AD) là một tiểu hành tinh nằm phía ngoài của vành đai chính được phát hiện ngày 14 tháng 1 năm 1972 bởi L. Kohoutek ở Bergedorf.